# هاندلي بيج إتش بي 115
هاندلي بيج إتش بي 115  (بالإنجليزية: Handley Page HP.115)‏ هي طائرة بحوث أنتجت في بريطانيا. من صناعة هاندلي بيج. كانت تستخدم بشكل أساسي من قبل المؤسسة المالكة للطائرات. كان أول طيران لها في 1961. انتهت خدمتها في 1974. صنع منها طائرة واحدة.